# China Development Bank
Die China Development Bank (CDB) (chinesisch 国家开发银行, Pinyin Guójiā kāifā yínháng – „Staatliche Erschließungsbank“) ist ein staatliches Unternehmen der Volksrepublik China mit Sitz in Peking. Das Unternehmen wurde 1994 gegründet. Geleitet wurde das Unternehmen seit 1998 bis 2013 von dem chinesischen Politiker Chen Yuan. Von 2013 bis 2019 wurde die Bank von Hu Huaibang geführt, der wegen Korruption verurteilt wurde. Seit 2019 ist Zhao Huan Vorsitzender.
Das Unternehmen finanziert unter anderem große Infrastrukturprojekte, wie beispielsweise den Drei-Schluchten-Damm und den Flughafen Shanghai-Pudong. Für Kredite der CDB haftet die Regierung der Volksrepublik China. Im Unternehmen sind rund 3.500 Mitarbeiter beschäftigt (Stand:Ende 2004).
China vergibt über die China Development Bank auch Kredite an Länder wie Venezuela, Brasilien, Indien, Ghana und Argentinien, häufig zur Sicherung zukünftiger Rohstofflieferungen. Aufgrund der hohen Währungsreserven aus dem Export waren die ebenfalls staatliche Export-Import Bank of China und die CDA zusammen in den Jahren 2009 und 2010 mit über 100 Milliarden US-Dollar noch vor der multilateral agierenden Weltbank die größten Kreditgeber an Entwicklungsländer.
Der 2009 gegründete Flugzeugfinanzierer CDB Aviation in Dublin ist ein Tochterunternehmen der Finanzierungsleasinggesellschaft CDB Leasing Co. Ltd (1984 bis Mai 2008 Shenzhen Finance Leasing Co. Ltd.) für verschiedene Transportsektoren.

## Organisation
Die CDB operiert über verschiedenste Firmen und Vehikel. Unter anderem verwaltet und steuert sie:
- China-Africa Development Fund (CAD Fund im Stile eine Staatsfonds)

## Galerie

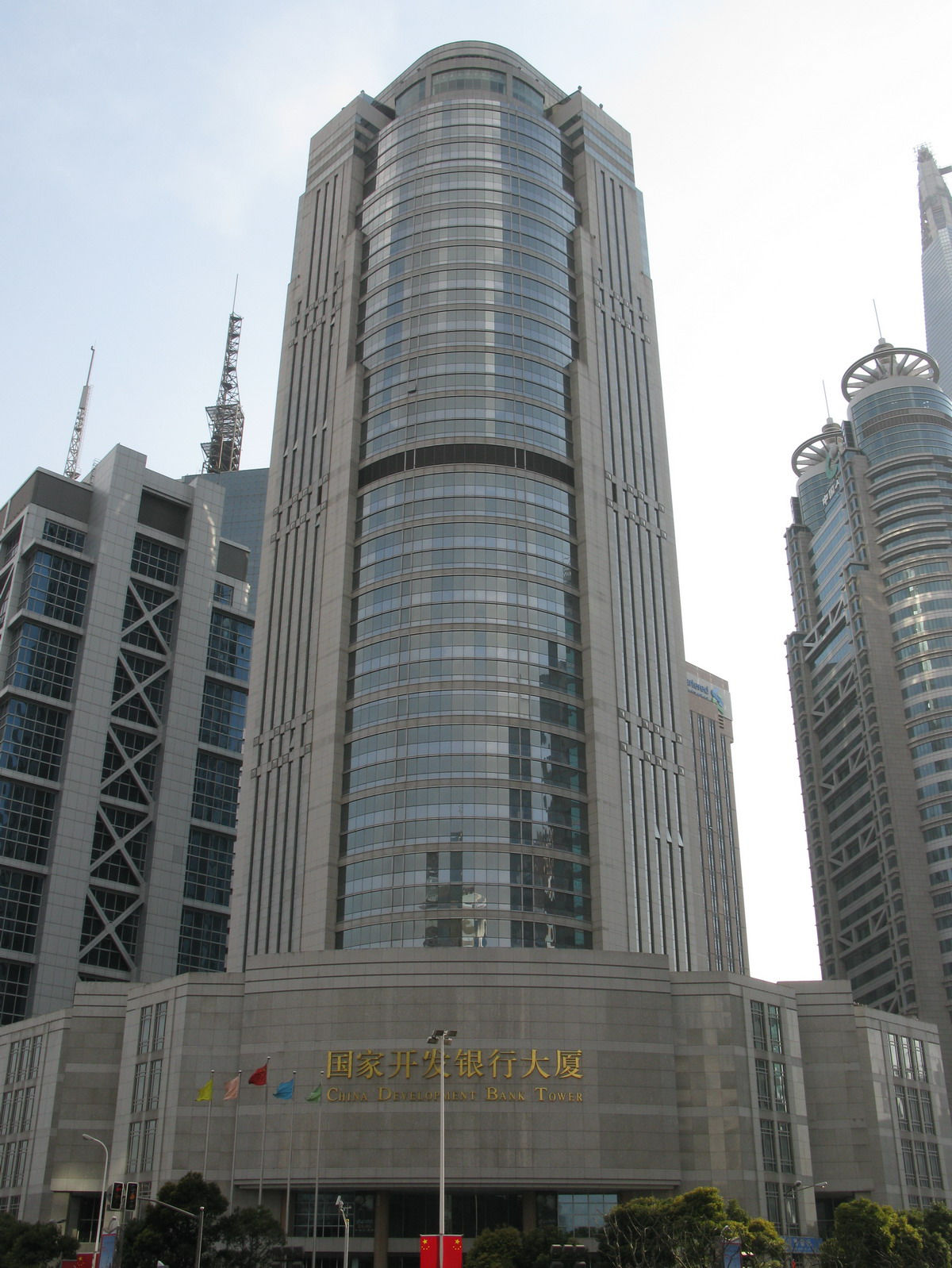
China Development Bank Tower in Shanghai
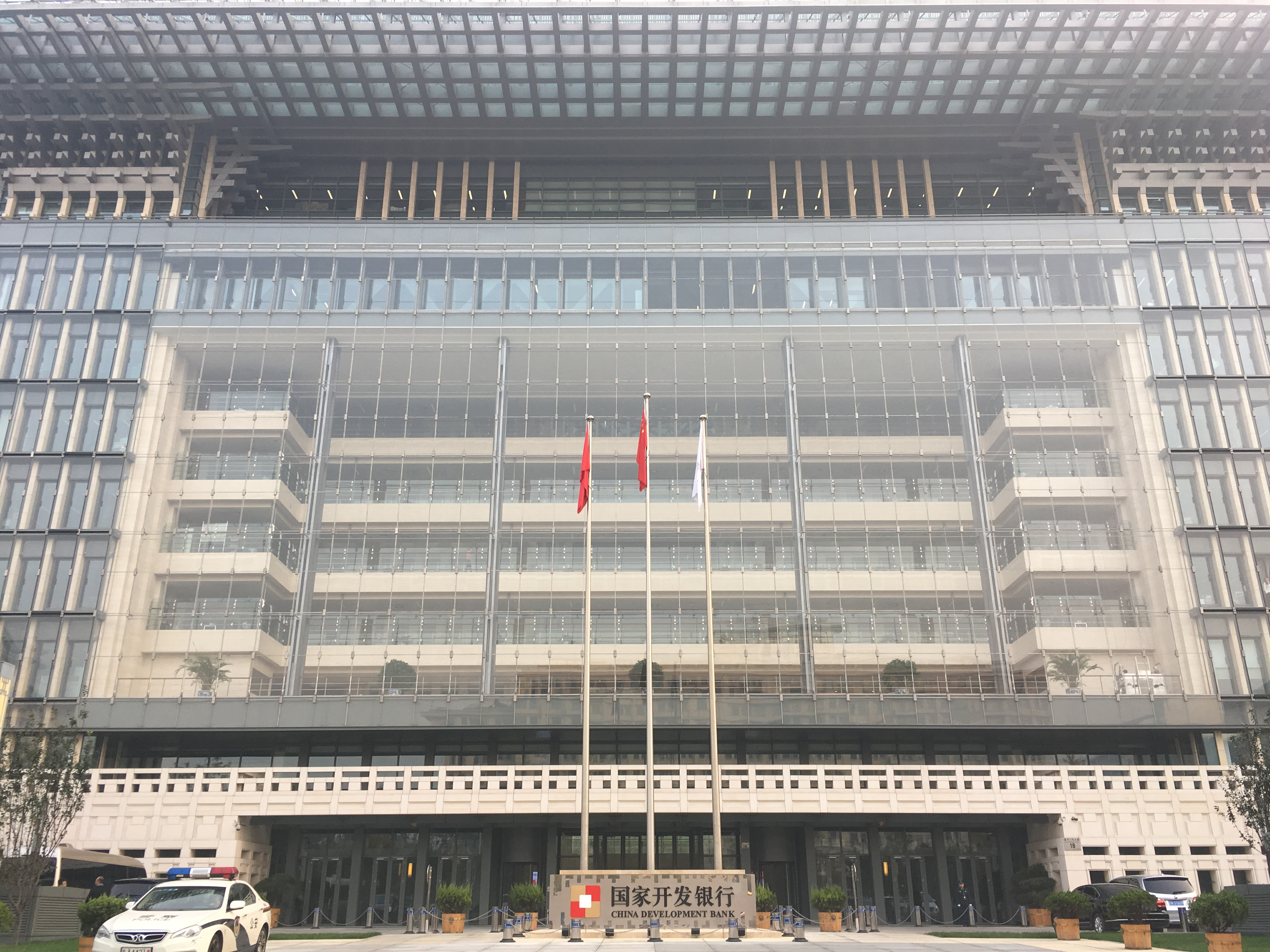
China Development Bank Zentrale in Peking